# Ruby (Supernatural)
Ruby és un personatge fictici de la sèrie Supernatural, va ser interpretada inicialment per Katie Cassidy en la tercera temporada, mentre que en la quarta temporada va ser interpretada per Genevieve Cortese.
En la tercera temporada, malgrat el seu rol d'antagonista, ajuda constantment als protagonistes Sam i Dean Winchester. En la quarta temporada, després d'haver canviat dràsticament, es guanya la confiança de Sam, entrenant-lo per poder exorcitzar dimonis encara que Dean mai confia en ella. No obstant això, es revela en l'episodi final que sempre l'ha manipulat i que ha estat una de les servents més lleials de la principal antagonista de la temporada, un dimoni també de sexe femení anomenat Lilith. Després de revelar-se això és assassinada pels Winchester.

## Participació del personatge

### Tercera temporada

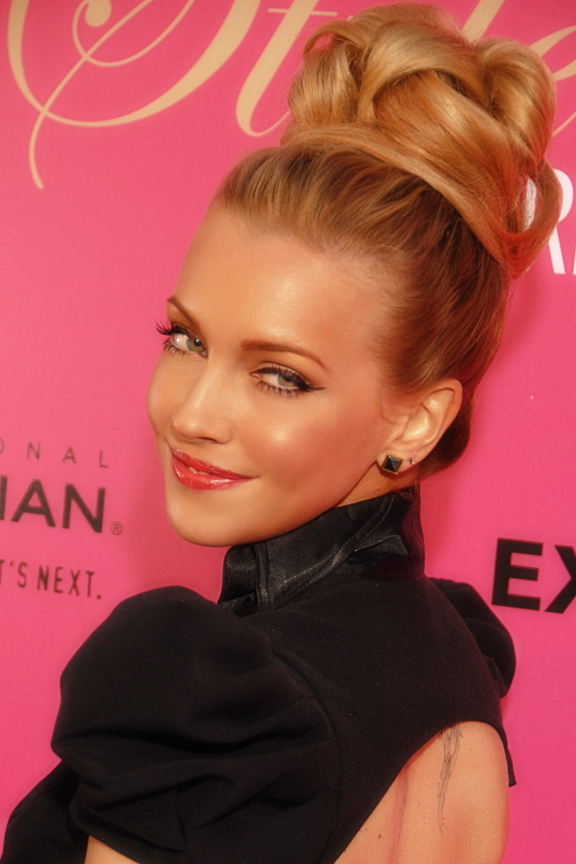
Katie Cassidy va interpretar a Ruby en la tercera temporada.

Al principi no es coneix molt sobre Ruby, simplement se la veu com una dona misteriosa que segueix a Sam en l'episodi The Magnificent Seven i que desapareix cada vegada que aquest volteja. Al final de l'episodi, quan Sam es troba en perill enfrontant-se a tres dimonis, Ruby reapareix i el salva utilitzant un ganivet per matar als dimonis.
Ruby apareix de nou en l'episodi The Kids Are Alright, on li diu a Sam que investigui sobre uns amics de la seva mare, que descobreix que estan tots morts. Al final de l'episodi, molest per la situació li demana que li digui qui és ella realment, aquesta revela ser un dimoni. Sam amenaça amb matar-la però decideix deixar-la viure perquè l'judi a salvar a Dean d'anar a l'infern. En el següent episodi, Sense City, Ruby ajuda a Bobby a restaurar la Colt.
En l'episodi "Malleus Maleficarum", és revelat que Ruby va ser humana i que li va vendre la seva ànima a un dimoni durant la Plaga. Després que això es descobreix, li diu a Dean que ella no pot salvar-lo d'anar a l'infern, i que la raó de per què ajuda a ell i a Sam és perquè recorda la seva vida quan era humana i que òbviament no és com altres dimonis (encara que desitjaria ser-ho). Ruby torna en l'episodi "Jus in Bell", oferint realitzar un encanteri per destruir a una horda de dimonis que aguaitaven la comissaria on es trobaven els Winchester, però Dean no l'hi va permetre perquè requeria la utilització d'un cor humà.
En l'episodi final de la temporada, Dean captura a Ruby i li roba el seu ganivet, i es dirigeix al costat de Sam a New Harmony (Indiana) amb l'objectiu de matar a Lilith i alliberar-se del seu contracte amb la dimoni.
Ruby posteriorment aconsegueix alliberar-se i ajuda als germans a trobar a Lilith, no obstant això aquesta escapa i el trio s'amaga del gos de l'infern que busca a Dean. En aquest moment Dean descobreix que realment sempre van estar al costat de Lilith, la qual va enviar a Ruby a l'infern i va prendre control del seu hoste. El gos de l'infern devora a Dean enfront de Sam que no pot fer res mentre que Lilith intenta matar a Sam amb un feix de llum. No obstant això, no l'afecta, però la dimoni aconsegueix escapar abans de ser apunyalada amb el ganivet de Ruby, quedant el cos de la noia que posseïa, morta en el terra.

### Quarta temporada
Va ser revelat en l'episodi I Know What You Did Last Summer, que Ruby va convèncer a Lilith que li donés una nova oportunitat. Lilith va alliberar a Ruby de l'infern amb les instruccions de matar a Sam. No obstant això, Ruby la traeix i decideix ajudar a Sam novament.
Sam al principi la va rebutjar perquè no considerava correcte que posseís el cos d'una persona amb vida. Per solucionar això Ruby va prendre possessió d'una dona que havia estat declarada morta, poc després es converteix en l'amant de Sam dormint junts almenys una vegada mentre l'entrenava perquè pogués usar els seus poders psíquics per exorcitzar dimonis.
Després de la resurrecció de Dean, Ruby li diu a Sam que no sap amb exactitud qui va poder haver tret a Dean de l'infern, ja que no coneix a ningú amb tant poder. Després, en l'episodi Are You There God? It's Em, Dean Winchester, ella descobreix que Dean va ser ressuscitat per un àngel, als quals tem, ja que afirma que no dubtarien a matar-la àdhuc sabent que ella ajuda als Winchester.
En els següents episodis, In the Beginning i "Metamorphosis", se la veu amb Sam interrogant dimonis amb la finalitat de saber la ubicació de Lilith.
Després alerta als Winchester sobre Anna Milton, una noia que pot escoltar les converses dels àngels i que els dimonis la volen segrestar per obtenir informació, i ajuda als Winchester a protegir la noia. En l'episodi Heaven and Hell, Ruby va continuar ajudant a Sam i a Dean a protegir a Anna, quan descobreixen que ella és un àngel caigut. Ruby idea un pla al costat de Sam que consistia a destruir una bossa amb un encanteri que els protegia dels àngels i després va invocar al dimoni Alastair per fer un tracte. Ruby és capturada i torturada, però porta a Alastair davant els Winchesters, i els àngels Castiel i Uriel, amb la finalitat que Anna pogués recuperar la seva gràcia (que es trobava en possessió de Uriel) en la baralla entre àngels i dimonis. El pla resulta i Anna torna a ser un àngel i desapareix. En el feix de llum creat en el procés, el dimoni Alastair també desapareix.
En l'episodi Criss Angel is a Douchebag, Ruby apareix i li informa a Sam que Lilith ha trencat 34 dels 66 segells que alliberaran a Llucifer i que li urgeix matar-la. Després, en l'episodi On The Head of a Pin, Ruby ajuda a Sam a trobar a Dean, i es revela que la raó de l'increment en els poders de Sam és que ha estat bevent la sang de Ruby.
En el final de la quarta temporada, es revela que Ruby ha manipulat a Sam des que es van conèixer, guanyant la seva confiança intencionalment perquè pogués enganyar-lo a ell en l'assassinat de Lilith amb la finalitat de trencar el segell final i alliberar a Llucifer. Després que els seus veritables motius es revelen, és assassinada pels Winchester amb el seu propi ganivet.

### Poders i habilitats
Com tot dimoni, Ruby era capaç de posseir éssers humans i, igual que els altres dimonis, posseïa força i resistència sobrehumana. No obstant això, també era una hàbil lluitadora, ja que va demostrar tenir coneixements en arts marcials, la qual cosa la diferència d'altres dimonis que utilitzen habilitats com ara telequinesis. Malgrat els seus poders, és vulnerable a l'aigua beneïda, armes sobrenaturals i als poders dels àngels i dimonis poderosos.
Com a humana va ser una bruixa, i va mostrar un increïble coneixement sobre màgia, anul·lant els efectes d'encanteris creats per bruixes, i creant uns altres per ocultar la seva presència d'éssers sobrenaturals, incloent àngels. En l'episodi Jus in Bell, va afirmar tenir coneixement sobre un encanteri que pot matar a tot dimoni que es trobi en un radi d'una milla, incloent a si mateixa.

### Arsenal
Ruby posseïa un misteriós i probablement màgic ganivet "mata dimonis", el qual ha estat utilitzat en innombrables ocasions en la tercera i quarta temporada. El ganivet funciona d'una manera molt similar a la Colt: si l'hoste rep una ferida en una àrea vital sofrirà de mort immediata igual que el dimoni.
No obstant això, la seva creació i el perquè mata dimonis encara no ha estat revelat. Igual que la Colt es va rumorejar que pot matar el que sigui, no obstant això el ganivet té limitacions: no pot matar àngels ni dimonis poderosos.
El ganivet ha estat en mans dels Winchester a partir de la quarta temporada.

## Darrere d'escenes

### Desenvolupament
El creador de la sèrie, Eric Kripke, va declarar a principis de 2008, "Ruby i Bela Talbot formen part important de l'argument, però el programa no és sobre Ruby i Bela, el programa és sobre els Winchester". Kripke volia fer-li saber als fans que el programa sempre es tractarà sobre Sam i Dean Winchester, i res més.
Segons Kripke, Ruby al principi va ser creada per ser introduïda en "petites dosis", no per tenir un interès amorós per Sam i/o Dean Winchester, sinó per ser un personatge antagonista.

L'actriu Katie Cassidy va descriure així al seu personatge:
| « | ""Ella definitivamente es una cazadora de demonios, misteriosa, definitivamente manipuladora ama estar en control de la situación, ella siempre esta un par de pasos delante de los demás, ella sabe lo que quiere y siempre lo obtiene". | » |

### Ajust per al rol
Quan Cassidy, que originalment va audicionar pel rol de Bela Talbot,, es va unir a la sèrie, va haver de practicar kickboxing per ser capaç de realitzar les tècniques d'arts marcials de Ruby. A causa d'això, ella va tractar de realitzar la major quantitat possible de les escenes d'acció, en lloc que les realitzaria el seu doble.
A causa de la seva altura (1.70m) en comparació de la dels actors principals com Jared Padalecki (1.90m), va haver d'usar talons alts arribant de vegades a perdre l'equilibri. Per interpretar a Ruby, Cassidy va afirmar haver-se inspirat en l'actuació de Sharon Stone en la pel·lícula Basic Instinct.
A causa d'una retallada de pressupost, el contracte de Cassidy va acabar després de la tercera temporada, i una nova actriu va ser contractada. No obstant això, quan audicionava, Genevieve Cortese no sabia què passaria amb Ruby, i per preparar-la per al rol li van ser donats DVD de la interpretació de Katie Cassidy.
Cortese al principi va considerar estrany estar en les sabates del personatge, degur en part al gran canvi que li esperava en la quarta temporada.

### Reacció dels fans
Els fans des d'un principi van ser "molt cautelosos" per donar-li als personatges femenins un rol important en la sèrie. Per empitjorar les coses, en arribar a les escenes de les audicions per Ruby i Bela Talbot, Kripke i el productor executiu Robert Cantor van escriure esborranys els quals mai serien usats al programa. Els fans ràpidament es van aglomerar en el lloc on es desenvolupava el càsting, i en aquest moment van arribar a pensar que els personatges "realment eren pèssims".
No obstant això, Kripke va afirmar que estava segur que els fans canviarien d'opinió sobre Ruby després d'assabentar-se del seu costat demoníac. A mitjans de la tercera temporada, Kripke va sentir que els fans havien "respost positivament com per reivindicar al personatge".
Quan el personatge va tornar en la quarta temporada, havia canviat dràsticament. Genevieve Cortese va declarar: "Ruby ara no camina dient que colpejarà a tot al que es trobi en el camí". Cortese creu que el canvi dràstic va poder haver molestat als fans al principi, però després dels flashbacks mostrats en l'episodi I Know What You Did Last Summer va contribuir molt al fet que els fans tinguessin una major acceptació al personatge.

## Crítiques
Molts crítics al principi van tenir una opinió molt desfavorable sobre Ruby. El columnista de "BuddyTV" Don Williams va considerar que l'addició de Ruby va ser un "truc barat" per obtenir l'audiència d'adolescents i que Katie Cassidy havia estat contractada "tenint en compte el seu look en comptes del seu talent com a actriu". Va considerar que el personatge distreia a l'audiència del "llaç de germanor" dels Winchester que fa al programa tan especial.
No obstant això, després va admetre que el personatge ha estat un dels més interessants que hagin aparegut en el programa. A més, els fans van veure amb ulls positius l'actuació de Cassidy, mentre que la de Cortese va ser altament criticada, estranyant a l'antiga actriu.